# Firefox Monitor
Firefox Monitor ist ein von dem US-amerikanischen Tochterunternehmen Mozilla Corporation entwickelter Online-Dienst, der Nutzer warnt, wenn ihre E-Mail-Adresse oder persönliche Daten im Internet durch Hacks oder Datenpannen gelandet sind. Dieser steht seit dem 26. September 2018 kostenlos zur Verfügung.

## Kontroversen
Mozilla Monitor arbeitet mit OneRep zusammen, um Anträge auf Datenentfernung aus Online-Verzeichnissen und Datenaggregatoren zu stellen. Am 14. März 2024 ergab eine Untersuchung von Krebs on Security, dass der Gründer von OneRep in der Vergangenheit auch mehrere Personensuchunternehmen gegründet hatte. Mozilla antwortete daraufhin in einer Stellungnahme gegenüber Krebs on Security: „Wir waren uns der früheren Verbindungen zu den im Artikel genannten Unternehmen bewusst und uns wurde versichert, dass diese vor unserer Zusammenarbeit beendet worden waren. Wir untersuchen dies nun genauer. Die Privatsphäre und Sicherheit unserer Kunden stehen für uns stets an erster Stelle und wir werden bei Bedarf Updates bereitstellen.“ Kurz darauf teilte Mozillas Vizepräsident für Kommunikation gegenüber The Verge mit, dass die Partnerschaft mit OneRep beendet worden sei.

## Entwicklung
Ab Ende Juni 2018 teste Mozilla den Dienst Firefox Monitor bei einigen ausgewählten Nutzer aus den Vereinigten Staaten in seinem Browser Mozilla Firefox. Ab 26. September desselben Jahres wurde der Service dann für alle Nutzer weltweit freigegeben.
Firefox Monitor nutzt dabei die Datenbank von Have I Been Pwned?, welche vom IT-Sicherheitsexperten Troy Hunt gepflegt wird. Dieser sammelt darin Daten zu geleakten Konten und Passwörtern. Registrierte Nutzer erhalten eine Benachrichtigung, sobald ihre hinterlegte E-Mail-Adresse in dieser Datenbank auftaucht. Um den Missbrauch dieses Dienst auszuschließen, werden die jeweiligen Adressen für den Datenabgleich als anonymisierte Hash-Werte übertragen. Der Service kann allerdings auch ohne Registrierung benutzt werden, dabei wird einmalig in der Datenbank nach den Daten gesucht.
Trotz des Namens ist dieser Dienst nicht auf den Mozilla Firefox allein beschränkt, sondern als Website von allen gängigen Browsern zu erreichen.

## Belege
1. ↑  Sebastian Grüner: Firefox Monitor informiert über gehackte Passwörter. In: Golem.de. 26. September 2018, abgerufen am 22. April 2021.
2. ↑  Fabian A. Scherschel: Firefox Monitor: Der Browser warnt vor gehackten Online-Konten. In: Heise.de. 26. Juni 2018, abgerufen am 22. April 2021.
3. 1 2 3  Stefan Bordel: Mozilla warnt vor Datenlecks mit Firefox Monitor. In: com-magazin.de. 26. September 2018, abgerufen am 22. April 2021.